# Rich Gannon
Pour les articles homonymes, voir Gannon.
(en) Statistiques sur pro-football-reference
Rich Gannon est un joueur américain de football américain, né le 20 décembre 1965, qui évoluait au poste de quarterback. Il a obtenu ses meilleurs résultats avec les Raiders d'Oakland.

## Biographie

### Carrière universitaire
Il a joué avec l'université de Delaware.

### Carrière professionnelle
Il est drafté au 4e tour en 1987 par les Patriots de la Nouvelle-Angleterre.
Gannon a disputé 166 matchs de NFL, cumulant 28 743 yards à la passe pour 180 touchdowns. Il a dépassé quatre fois les 3 000 yards à la passe par saison de 1999 à 2002.
Il détient le record du plus grand nombre de passes complétées dans un match sans prolongation (43 en 2002).
Il détient aussi le record du plus grand nombre d'interceptions dans un Super Bowl (cinq au total en 2003 contre les Buccaneers de Tampa Bay).

## Palmarès
- Finaliste du Super Bowl XXXVII en 2002-03
- Champion AFC 2002
- Pro Bowl : 1999, 2000, 2001 et 2002
- MVP de NFL en 2002
- MVP du Pro Bowl en 2000 et 2001